# I. e. 241
Évszázadok: i. e. 4. század – i. e. 3. század – i. e. 2. század
Évtizedek: i. e. 290-es évek – i. e. 280-as évek – i. e. 270-es évek – i. e. 260-as évek – i. e. 250-es évek – i. e. 240-es évek – i. e. 230-as évek – i. e. 220-as évek – i. e. 210-es évek – i. e. 200-as évek – i. e. 190-es évek
Évek: i. e. 246 – i. e. 245 – i. e. 244 – i. e. 243 –  i. e. 242 – i. e. 241 – i. e. 240 – i. e. 239 – i. e. 238 – i. e. 237 – i. e. 236

## Események

### Hellenisztikus birodalmak
- III. Ptolemaiosz egyiptomi fáraó és II. Szeleukosz szeleukida király békét köt, véget vetve a harmadik szíriai háborúnak. Ptolemaiosz nagy győzelmet arat, elnyeri Antiókhiát, Kilikiát, Trákiát és Epheszoszt. A ptolemaida Egyiptom hatalma csúcsán áll.
- IV. Agisz spártai király legfőbb támogatója, Lüszandrosz ephorosz hivatali ideje lejár és amikor a királyt elhívják, hogy teljesítse szövetségesi kötelezettségét az aitóliabeliek ellen, a reformjait ellenzők visszahívják a száműzött II. Leónidasz királyt. Agisz visszatértekor egy templomban keres menedéket, de kiadják, elítélik és kivégzik. Fivére, Arkhidamosz Messzéniába menekül.
- Az Akháj Szövetség vezetője, Aratosz legyőzi az aitóliabellieket. A továbbiakban a demokratikus kormányzatok felállítását támogatja a Peloponnészoszon.
- Meghal I. Eumenész pergamoni király. Helyét unokaöccse, I. Attalosz veszi át.

### Itália és Észak-Afrika
- Rómában Aulus Manlius Torquatus Atticust és Quintus Lutatius Cercót választják consulnak.
- Március 10 – az előző évi consul, Caius Lutatius Catulus az aegates-szigeteki csatában döntő vereséget mér a blokád alatt tartott Lilybaeum és Drepanum felmentésére érkező karthágói flottára.
- Karthágó békét kér, hajlandó lemondani Szicíliáról és 2200 talentum hadisarcot fizet.[1] Véget ér az első pun háború.
- A Karthágó által fizetett mintegy 20 ezer zsoldost átszállítják Szicíliáról Észak-Afrikába, ahol követelik elmaradt bérüket. Hanno megpróbálja meggyőzni őket, hogy tekintettel az állam csődközeli helyzetére, kevesebbel is beérjék, de a zsoldosok elfoglalják Tuniszt és még több pénzt követelnek.
- Rómában a győzelem emlékére felépítik Iuturna templomát. Egy tűzvészben elpusztul a Vesta-templom. Elkészül a Via Aurelia.

### Kína
- A megerősödött Csin állam hatalmától megijedve a többi hadakozó fejedelemség, Csu, Csao, Vej, Jan és Han államok összefognak, de egyesült haderejük a Hangu-hágónál vereséget szenved. Csu fővárosát keletebbre költöztetik, hogy távolabb legyen a Csin jelentette fenyegetéstől.

## Születések
- III. Antiokhosz, szeleukida király

## Halálozások
- IV. Agisz, spártai király
- Pitanéi Arkeszilaosz, görög filozófus
- I. Eumenész pergamoni király
- Tiberius Coruncanius, római hadvezér és államférfi

## Fordítás
- Ez a szócikk részben vagy egészben  a(z)   241 BC című angol Wikipédia-szócikk ezen változatának fordításán alapul.  Az eredeti cikk szerkesztőit annak laptörténete sorolja fel. Ez a jelzés csupán a megfogalmazás eredetét és a szerzői jogokat jelzi, nem szolgál a cikkben szereplő információk forrásmegjelöléseként.